# Walter Davis junior

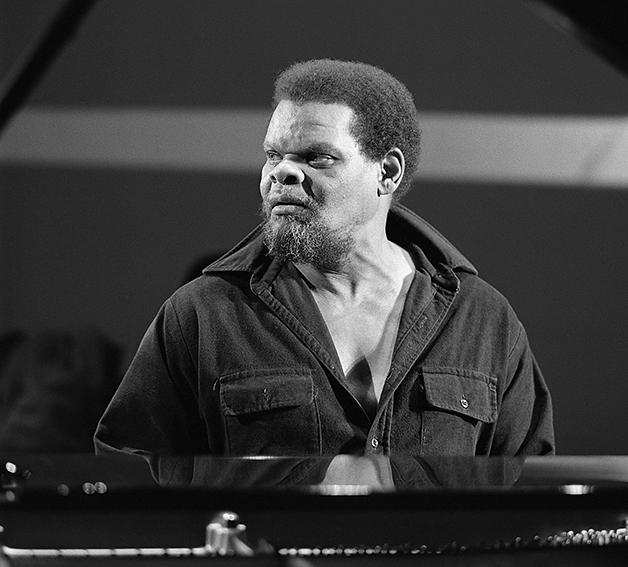
Photo by Carlo Rondinelli

Walter Davis junior (* 2. September 1932 in Richmond, Virginia; † 2. Juni 1990 in New York City) war ein US-amerikanischer Jazz-Pianist, Komponist und Arrangeur.

## Leben und Wirken
In seiner Jugend spielte Walter Davis mit der Gruppe Three Bips and a Bop von Bab’s Gonzalez. Er zog nach New York und spielte 1952 mit Max Roach und Charlie Parker. 1956 schloss er sich Dizzy Gillespies Big Band an und tourte mit ihr durch den Nahen Osten und Südamerika. Er spielte noch 1958 in Paris mit Donald Byrd (Jazz in Camera und Au chat qui pêche) und 1959 mit Art Blakeys Jazz Messengers.
Er gab seine Musikkarriere auf, um als Schneider zu arbeiten. Er schloss sich dennoch darauf folgend einer Band in New Jersey an, produzierte Plattenaufnahmen und schrieb Arrangements. 1966 bis 1967 nahm er zweimal mit Sonny Criss auf, war 1968 an dem Album The Way Ahead von Archie Shepp beteiligt und studierte 1969 Musik in Indien. In den 1970er Jahren, 1973–1974, spielte er mit Sonny Rollins und 1975 wieder mit den Jazz Messengers. Er komponierte und arrangierte unter anderem Jodi für sie, das sie bis in die 1990er Jahre spielten. Die Aufnahmen (Roulette) klingen lebensfroh. Andere Kompositionen von ihm sind: Scorpio Rising, Backgammon, Uranus, Gypsy Folk Tales, Ronnie Is a Dynamite Lady. Er leitete seine eigene Band in New York und nahm 1979 unter eigenem Namen auf. 1985 nahm er mit den Jazz Messengers an dem Konzert One Night With The Blue Note teil. Im Bereich des Jazz war er laut Tom Lord zwischen 1953 und 1989 an 90 Aufnahmesessions beteiligt, zuletzt 1989, als er mit Art Blakeys Jazz Messengers auf den Leverkusener Jazztagen gastierte.
Lonnie Hillyer: „Einmal trat ich mit Walter Davis auf, als er hinter mir ein Pattern (musikalische Phrase, Muster) spielte, das wirklich wild war, ziemlich außerhalb der Harmonie -- ein besonderes gottverfluchtes Intervall. Ich mag diese Art von Spontaneität.“
Davis arbeitete am Soundtrack zum Film Bird von Clint Eastwood mit.

## Stil
Marian McPartland hat Walter Davis Jr. auf Npr Radio Jazz zu seinem Stil interviewt. Er sagt, man solle Fats Waller hören.
Interessant ist Davis Jrs. „out of tune“ Oberklang, den Strawinsky viel benutzt haben soll, z. B. Fis-Dur über C-Dur, die einen Tritonus auseinander stehen. Beispiel:
Interessanter ist seine in einem Satz zusammengefasste Kompositionsanleitung. Um die einfachen Dreiklänge anzureichern, nimmt man einen Klang F, dann geht man weiter zu E♭, lässt das f der Mittelstimme stehen und so weiter auch in gegebenenfalls folgenden Klängen. Sein Beispiel (funktional):
Dasselbe erweitert:
Er selbst benutzt das in seinen Kompositionen über lange Strecken und mehrere Akkorde.

## Diskographische Hinweise
- Davis Cup, 1959, Blue Note.
- Blues Walk, 1979, Red.
- 400 Years Ago, Tomorrow, 1979, Owl.
- Night Song, 1979
- In Walked Thelonious, 1987, Mapleshade.
- Live at the Dreher, 1981
- Illumination, 1989
- Scorpio Rising, 1994
- Bob Mover, Walter Davis Jr.: The Salerno Concert (Reel to Real, 2024)